# Melolontha clypeata
Melolontha clypeata är en skalbaggsart som beskrevs av Edmund Reitter 1887. Melolontha clypeata ingår i släktet Melolontha och familjen Melolonthidae. Inga underarter finns listade i Catalogue of Life.